# PDF Association

PDF Association

La PDF Association promeut l'adoption et l'utilisation des Normes internationales liées à la technologie PDF en aidant les utilisateurs des systèmes de gestion de contenu d'entreprise (Enterprise Content Management) et des systèmes de gestion de documents (Document Management System) ainsi que les utilisateurs avancés de PDF dans la mise en œuvre de la technologie PDF au niveau organisationnel. Pour aider les entreprises à tirer le meilleur parti de la technologie PDF, l'Association fournit des informations et des ressources sur la variété de normes internationales disponibles pour PDF.
L'Association PDF collabore avec l'ISO (Organisation internationale de normalisation) dans le cadre de la standardisation. Grâce à une liaison de catégorie A avec l'ISO TC 171 et l'ISO TC 130, l'association participe activement à l'élaboration de toutes les normes ISO relatives au PDF.

## Mission
La mission de la PDF Association est de promouvoir les mises en œuvre de documents électroniques basées sur des normes ouvertes utilisant la technologie PDF à travers l'éducation, l'expertise et l'expérience partagée pour les parties prenantes dans le monde entier.

## Histoire
La PDF Association a été fondée en 2006 en Allemagne sous le nom de PDF/A Competence Center (PDFACC), une initiative de l'Association pour les normes de documents numériques (ADDS). Initialement, son objectif était de sensibiliser et de promouvoir la mise en œuvre conforme aux normes de la technologie PDF/A, une sous-catégorie du PDF destinée à l'archivage à long terme.
En 2011, l'organisation a élargi son champ d'action pour couvrir tous les aspects de la technologie PDF et a été renommée PDF Association. Ce changement a marqué une évolution vers le développement de ressources et la promotion de la collaboration dans tous les domaines d'utilisation du PDF. Aujourd'hui, l'association compte plus de 150 membres provenant d'environ 30 pays à travers le monde. Des chapitres régionaux sont actifs dans des régions comme l'Australie, le Benelux, la France, l'Allemagne, l'Italie, l'Amérique du Nord, la Scandinavie, l'Espagne, la Suisse et le Royaume-Uni,.
En 2019, l'association a créé une entité basée aux États-Unis, enregistrée en tant qu'organisation à but non lucratif 501(c)(6) dans le Massachusetts, afin de fournir des services supplémentaires aux parties prenantes de l'industrie.